# İzmir
 Ovo je glavno značenje pojma İzmir. Za pokrajinu u kojoj se ovaj grad nalazi pogledajte İzmir (pokrajina).
İzmir (osmanski turski: إزمير İzmir, grčki: Σμύρνη, latinično: Smýrnē, armenski: Իզմիր, talijanski: Smirne, ladino: Izmir, bez turskog slova „İ”, hrvatski naziv za ovaj grad je Smirna), grad i luka na obali Egejskog mora, upravno središte istoimene pokrajine u zapadnoj Turskoj. Izgradnjom željezničkih pruga u drugoj polovici 19. stoljeća, koje ga vežu s bogatim zaleđem, Izmir je postao važna trgovačka luka. Suvremeni Izmir je glavna turska izvozna luka i druga po izvozu iza Istanbula. Živo je prometno čvorište s međunarodnim aerodromom. Sveučilište je osnovano 1955. Izmirska agora je dobro sačuvana, i preuređena je u Izmirski Otvoreni Muzej. Izmir se ubraja među vodeća industrijska središta u zemlji. Razvijena je brodogradnja, metalna, tekstilna i prehrambena industrija, industrija prerade nafte, obrade kože i proizvodnje cementa. U okolici grada nalaze se i rudnici ugljena. Također je u Izmiru se održava mnoštvo Međunarodnih sajmova. Turizam čini još jednu važnu djelatnost grada. Oko 55 km jugoistočno od grada nalazi se antički Efez.

## Povijest
Drevna eolska, pa jonska kolonija; 575. pr. Kr. razorio ju je lidijski kralj Alijat II. Grad je obnovljen po zamisli Aleksandra Velikog. Od 4. stoljeća bio je u sklopu Bizantskoga Carstva, a od 1424. do 1919. Osmanskog Carstva. Od 1919. do 1922. nalazio se pod grčkom okupacijom, a otada je ponovno u sastavu Turske.